# Jelena Dubljević
Jelena Dubljević, née le 7 mai 1987 à Nikšić (Monténégro), est une joueuse de basket-ball monténégrine de 1,88 m évoluant au poste d'ailière.

## Biographie
Internationale monténégrine, elle dispute en 2010 les qualifications pour l'Euro 2011.
Recrutée par Tarbes pour la saison 2011, elle vient du club espagnol de Rivas Ecopólis.
Lors de la saison 2013-2014, Prague remporte le championnat et les play-offs en finissant la saison invaincu (41 victoires) et remporte de surcroît la Coupe de République tchèque. Laia Palau est élue MVP de la ligue.
Après deux saisons à Prague (17,1 points et 7,1 rebonds en  Euroligue 2013-2014), elle rejoint le champion sortant de l'Euroligue, le club turc de Galatasaray SK.
En février, les Sparks de Los Angeles annoncent sa signature pour la saison WNBA 2016.
Les Sparks remportent le titre de champion de la saison WNBA 2016.

## Parcours
| Saisons             | Équipe                   | Pays                 |
| 2003-2005           | ŽKK Budućnost Podgorica  | Serbie-et-Monténégro |
| 2005-2006           | Ros Casares Valence      | Espagne              |
| 2006-2010           | Rivas Ecópolis           | Espagne              |
| 2010-2011           | Tarbes GB                | France               |
| nov. 2011-déc. 2011 | Rivas Ecópolis           | Espagne              |
| 2012-2012           | Nadejda Orenbourg        | Russie               |
| 2012-2014           | USK Prague               | Tchéquie             |
| 2014-2016           | Galatasaray Istanbul     | Turquie              |
| 2016-2017           | AGÜ Kayseri              | Turquie              |
| 2017-2018           | Galatasaray Istanbul     | Turquie              |
| 2018-2020           | Shanghai Swordfish       | Chine                |
| 2020-2021           | Elazığ İl Özel İdarespor | Turquie              |
| 2021-2022           | Botaş SK Ankara          | Turquie              |
| 2022-2023           | Ormanspor Ankara         | Turquie              |
| 2022-2023           | Çukurova BK Mersin       | Turquie              |

## Palmarès
- Championne de République tchèque 2013[8], 2014[4]
- Coupe de la République tchèque 2014[4]
- Championne WNBA 2016[7]